# Victoria (Texas)
Victoria é uma cidade localizada no estado norte-americano de Texas, no Condado de Victoria.

## Demografia
Segundo o censo norte-americano de 2000, a sua população era de 60.603 habitantes.
Em 2006, foi estimada uma população de 62.169, um aumento de 1566 (2.6%).

## Geografia
De acordo com o United States Census Bureau tem uma área de
85,8 km², dos quais 85,4 km² cobertos por terra e 0,4 km² cobertos por água.

## Localidades na vizinhança
O diagrama seguinte representa as localidades num raio de 40 km ao redor de Victoria.